# U 1021
U 1021 war ein deutsches U-Boot vom Typ VII C/41 das von der deutschen Kriegsmarine im Zweiten Weltkrieg im Nordmeer und in der Keltischen See eingesetzt wurde.

## Bau und Indienststellung
U 1021 wurde am 25. August 1941 in Auftrag gegeben und am 6. Mai 1943 bei Blohm & Voss, Hamburg, auf Kiel gelegt. Am 13. April 1944 erfolgte der Stapellauf. Oberleutnant zur See William Holpert stellte das Boot am 25. Mai 1944 in Hamburg in Dienst und unternahm bis zum 30. Mai Probefahrten auf der Elbe. anschließend verlegte U 1021 nach Kiel

## Einsatz und Geschichte
Bis zum 30. November 1944 fuhr U 1021 als Ausbildungsboot bei der 31. U-Flottille, einer in Hamburg stationierten Ausbildungsflottille. In diesem Zeitraum unternahm Kommandant Holpert Ausbildungsfahrten in der Ostsee zum Training der Besatzung und zum Einfahren des Bootes. Im Rahmen der verschiedenen Ausbildungs- und Erprobungsmaßnahmen lief das Boot hierbei unter anderem Danzig, Pillau, und Hela an. Am 1. Dezember 1944 wurde U 1021 der 11. U-Flottille als Frontboot zugeteilt, der es bis zu seiner Versenkung angehörte.

### Unternehmungen
Zu seiner ersten Fahrt lief U 1021 am 4. Februar 1945 von Kiel aus und erreichte am 8. Februar Horten (Norwegen). Von hier aus fuhr das Boot nach Bergen, wo U 1021 am 13. Februar einlief. Am 16. Februar lief das Boot von Bergen aus und kehrte drei Tage später dorthin zurück. Kommandant Holpert hatte sich wegen des defekten Schnorchels entschieden, die geplante Unternehmung abzubrechen.
Die anschließende Unternehmung begann am 20. Februar 1945 und führte das Boot in den Nordatlantik und in die Keltische See. Die vorgesehene Patrouille vor Land’s End konnte U 1021, nicht mehr wahrnehmen.

## Verlust des Bootes
Der letzte Kontakt zu U 1021 bestand kurz nach dem Auslaufen. Am 14. März 1945 vernahm der britische Frachter Rolsborg im südlichen Teil des Bristolkanals auf Position 50° 34′ N, 5° 7′ W eine schwere Explosion, zudem wurden mehrere Ölflecken gesichtet. Als Ursache für die hierbei erfolgte Versenkung von U 1021 wird ein Minentreffer angenommen.

### Entdeckung
Nach Kriegsende wurde von den Alliierten angenommen, U 1021 sei im Minchkanal von zwei Geleitschiffen des Geleitzugs EN 83, den britischen Fregatten HMS Rupert und HMS Conn versenkt worden. Später stellte sich heraus, dass U 965 bei diesem Angriff auf 58° 19′ N, 5° 31′ W versenkt worden war, das Schicksal von U 1021 aber zunächst ungeklärt blieb. Erst 2006 wurde das Wrack im Bristolkanal von Tauchern auf Position 50° 34′ N, 5° 7′ W in der Nähe von U 325 und U 400 gefunden. Daraus ergab sich ein Zusammenhang mit der am 14. März 1945 erfolgten Beobachtung der Rolsburg. Am Wrack von U 1021 waren Beschädigungen ersichtlich, die auf einen Minentreffer schließen ließen. Es war somit eine englische U-Boot-Mine gelaufen und gesunken. Von der 43-köpfigen Besatzung überlebte niemand den Untergang.